# SS7
- Giao thức báo hiệu số 7 hay còn gọi là SS7, là cụm từ viết tắt của Signaling System # 7, là tập hợp các giao thức điện thoại được sử dụng để thiết lập hầu hết các cuộc gọi trong mạng PSTN. Về sau được phát triển thêm các giao thức, thành phần mới hỗ trợ báo hiệu cho các mạng khác như mạng di động mặt đất PLMN, mạng số tích hợp đa dịch vụ ISDN.
- Chức năng chính của SS7 là thiết lập cuộc gọi, kết thúc cuộc gọi, chuyển đổi số, tính cước, SMS.

## Khái niệm về báo hiệu
- Báo hiệu là sự trao đổi thông tin giữa các thành phần mạng điện thoại với nhau. Các thông tin này được chuyển tải dưới dạng các bản tin.

## Phân loại báo hiệu
Các phương pháp báo hiệu được phân biệt theo các tiêu chí sau:
- Loại tín hiệu báo hiệu:

- Báo hiệu Analog (như DC, 1VF, 2VF, MF).
- Báo hiệu Digital (như CAS, DSS1, SS7).
- Thông tin báo hiệu:

- Báo hiệu đường dây thuê bao (user - net).
- Báo hiệu đường trung kế (net - net).
- Báo hiệu qua mạng (user - user).
- Chế độ báo hiệu:

- Báo hiệu lựa chọn.
- Báo hiệu đường.
- Chiều báo hiệu:

- Báo hiệu hướng thuận (call - called).
- Báo hiệu hướng ngược (called - call).
- Phương thức báo hiệu:

- Báo hiệu kênh kết hợp (CAS).
- Báo hiệu kênh chung (CCS).
- Các loại báo hiệu sử dụng cho Tổng đài:

## Tổng quan mạng báo hiệu

### Lịch sử ra đời các mạng báo hiệu
- Từ năm 1975, các giao thức báo hiệu kênh chung đã được phát triển bởi tổ chức quốc tế ITU-T và nhiều công ty lớn trên thế giới. Hệ thống báo hiệu đầu tiên được ITU-T định nghĩa vào năm 1977 có tên gọi là SS6.
- Hệ thống SS7 được định nghĩa bởi ITU-T vào những năm 1980. Các khuyến nghị dành riêng cho SS7 là Q.7xx.

## Hệ thống báo hiệu số 7

### Lịch sử ra đời
- Vào đầu những năm 80 của thế kỷ 20, tổ chức tiêu chuẩn viễn thông quốc tế ITU-T đã đưa ra các khuyến nghị về hệ thống báo hiệu số 7 (ký hiệu SS7). Hệ thống SS7 là hệ thống báo hiệu kênh chung được thiết kế dành riêng cho mạng viễn thông số.

### Các phần tử báo hiệu của SS7
Hệ thống SS7 gồm 4 thành phần chính: Điểm chuyển mạch dịch vụ - SSP (Service Switching Point); Điểm trung chuyển báo hiệu - STP (Signaling Transfer Point); Điểm điều khiển báo hiệu - SCP (Service Control Point) và Link SS7. 
- SSP - Điểm chuyển mạch dịch vụ:

- SSP là các bộ não của mạng SS7 và được đặt tại các chuyển mạch. 
- Chức năng của SSP là xử lý các cuộc gọi khởi xướng (Originating Call), quá giang (Transit Call) hoặc kết cuối (Terminating Call) bằng cách tạo các bản tin báo hiệu để gửi thông tin liên quan tới cuộc gọi tới các SSP khác, hoặc gửi truy vấn tới cơ sở dữ liệu SCP để thực thi việc định tuyến cuộc gọi.
- STP - Điểm trung chuyển báo hiệu:

- Chức năng chính của STP là chuyển tiếp các bản tin báo hiệu (hay chức năng định tuyến báo hiệu). 
- STP là một bộ chuyển mạch gói hoạt động như một hub gửi các bản tin báo hiệu tới các STP, SCP hay SSP khác.
- STP định tuyến các bản tin thông qua việc kiểm tra thông tin định tuyến được gắn kèm với mỗi bản tin báo hiệu và gửi chúng tới điểm báo hiệu cần thiết. 
- SCP - Điểm điều khiển dịch vụ:

SCP là một tập hợp các cơ sở dữ liệu lưu giữ thông tin cần thiết để cung cấp các dịch vụ phức tạp hơn so với điều khiển cuộc gọi cơ bản (ví dụ cung cấp dịch vụ gia tăng, các dịch vụ tổng đài 1800). 
- Các loại Link SS7: Các Link SS7 gồm các loại: A, B, C, D, E, F...

- Kết nối các thành phần trong mạng báo hiệu:

### Cấu trúc hệ thống SS7
Hệ thống SS7 được cấu trúc theo dạng Mô-đun và giống với mô hình tham chiếu OSI nhưng chỉ có 4 lớp: 3 lớp thấp 1, 2, 3 tạo thành phần chuyển giao tin báo MTP. Lớp 4 chứa các thành phần UP (User Part) cho người dùng. Một số thành phần UP cho các người dùng khác nhau như sau:
- TUP (Telephony User Part) - Phần của user dùng điện thoại.
- DUP (Data User Part) - Phần của user dùng số liệu.
- ISUP (ISDN User Part) - Phần của user dùng ISDN.
- MTUP (Mobile Telephony User Part) - Phần của user dùng di động.